# Семенівка (Любарська селищна громада)
Семені́вка — село в Україні, у Любарській селищній територіальній громаді Житомирського району Житомирської області. Населення становить 283 осіб (2001).

## Географія
На південному заході від села бере початок річка Кудіна, права притока Попівки. На південно-західній околиці села бере початок річка Пединка. На східній стороні від села пролягає автошлях Т 0610.

## Історія
У 1926—54 роках — адміністративний центр колишньої Семенівської сільської ради Любарського району.
2 листопада 1921 р. під час Листопадового рейду під Семенівкою стався бій між Подільською групою (командувач Михайло Палій-Сидорянський) Армії Української Народної Республіки та 7-м кавалерійським полком (командир — Ілля Дубинський) 1-ї бригади 2-ї кавалерійської дивізії московських військ, що переслідував групу. У цьому бою було тяжко поранено Михайла Палія-Сидорянського і Подільську групу замість нього очолив його заступник — Сергій Чорний.

## Населення

### Мова
Розподіл населення за рідною мовою за даними перепису 2001 року:
| Мова       | Кількість | Відсоток |
| ---------- | --------- | -------- |
| українська | 283       | 100%     |